# Karino (film)
A Karino, eredeti címén  Karino, egy Jan Batory rendezésében készített 13 részes tévéfilmsorozat alapján készült tévéfilm, amely az azonos című, 1975-ben bemutatott lengyel filmsorozatnak a televíziós változata 1977-ből.
A Magyar Televízió M1-es csatornája 1978-ban két részben sugározta A Lengyel Televízió Estje programban, 1978. július 5-én szerdán az 1. részt 20:05-ös kezdéssel és július 6-án csütörtökön a  2. részt 20:00-kor tűzte műsorra, de ismétlésekkor egy részben is vetítette.

## Készítették
- Rendező: Jan Batory
- Forgatókönyvíró: Jan Batory, Jan Dobraczyński, Marek T. Nowakowski
- Zeneszerző: Wanda Warska
- Operatőr: Jan Laskowski
- Gyártásvezető: Zygmunt Król
- Magyar szöveg: Lajos Mari
- Szinkronrendező: Várkonyi Gyula

## Szereplők
| Szerep                 | Megjegyzések | Színész                 | Magyar hang   |
| ---------------------- | --- | ----------------------- | ------------- |
| Karino                 | címszereplő mén versenyló, akinek anyakancája belehal a születésébe | –                       | –             |
| Grażyna Barska         | a vidéki méntelep állatorvosa, aki világra segíti a Karino nevű kiscsikót. A lengyel eredetiben az akkor nyugat-német színésznőnek Janina Borońska kölcsönözte a hangját. | Claudia Rieschel        | Hámori Ildikó |
| Klimczak               | a ménes igazgatója; az őt alakító színész röviddel a forgatás befejezése után, 1976-ban elhunyt, így nem érte meg a film bemutatóját.                                     | Tadeusz Schmidt         | Fillár István |
| Andrzej Stolarek       | zsoké | Karol Strasburger       | Végvári Tamás |
| Małecki                | istállómester | Zdzisław Maklakiewicz   |               |
| Frankowski             | doktor | Stefan Czyżewski        |               |
| Janczar                | A lengyel változatban a szinkronhangja Andrzej Łągwa volt. | Janusz Gajos            |               |
| Jabłecki               | zsoké a Służewiec lóversenypályán | Leon Niemczyk           |               |
| Malinowski             | a Służewiec lóversenypálya igazgatója | Zygmunt Kęstowicz       |               |
|                        | a zsoké klub elnöke | Władysław Hańcza        |               |
|                        | istállómester | Zdzisław Kuźniar        |               |
|                        | a tenyésztési részleg igazgatója | Kazimierz Wichniarz     |               |
|                        | lóversenyző | Jerzy Moes              |               |
|                        | lóversenyző | Juliusz Lubicz-Lisowski |               |
|                        | | Stanisław Niwiński      |               |
| További magyar hangok: | |                         |               |
| Csurka István.         | |                         |               |

## Fogadtatás
„Karino kedves története — csütörtökön és pénteken mutatta be Jan Batory filmjét a televízió — beszédtéma. Bár a második rész szokványos fordulatairól a tévékritikusoknak bizonyára lesz néhány megjegyzésük, de ez nem mond ellent annak, hogy bőven van felfedeznivaló a mai lengyel filmművészetben. Jórészt ezt a célt szolgálják a holnap kezdődő lengyel filmhetek — július 9-től július 30-ig — amikor is kilenc lengyel filmet mutatnak majd be a megyében. 
A lengyel filmművészet legfrissebb alkotásai között a közönség elé kerül például a Karino író-rendezője, Jan Batory Szívvel-szerelemmel című színes filmje is, amely egy mai szerelem Chopin műveire komponált története.”